# Ерсан Иљасова
Ерсан Иљасова (тур. Ersan İlyasova; Ескишехир, 15. мај 1987) турски је кошаркаш. Игра на позицијама крила и крилног центра, а тренутно наступа за Јуту џез.

## Каријера
Иљасова, који је кримскотатарског порекла, прве је кошаркашке кораке направио у Турској, где је у дресу Улкера из Истанбула као седамнаестогодишњак први пут наступио у европским такмичењима. У другом кругу (36. укупно) НБА драфта 2005. изабрали су га Милвоки бакси. Као врло перспективан, привучен НБА лигом, одлучио је да оде у Баксе. С Баксима је потписао двогодишњи уговор али је одмах у првој сезони послат је на „каљење“ у екипу Тулса сикстисиксерса. У Тулси је одиграо 46 утакмица и просечно постизао 12,5 поена и 7 скокова. Дана 1. новембра 2007. дебитовао је у НБА лиги, али, будући да је био незадовољан минутажом (просечно 14,7 минута по утакмици), вратио се у Европу и потписао за Барселону. 
С Барселоном је у сезони 2007/08. играо финале шпанског првенства, док је Барселона поражена у четвртфиналу купа од Билбаоа, а у четвртфиналу Евролиге поражена је у трећем сусрету четвртфинала од Макабија. У Евролиги је просечно постизао 6,1 поен, бележио 4,7 скокова и био је шести блокер са просечно 1,1 блокадом по мечу.
Дана 14. јула 2008. продужио је уговор са Барселоном на још две сезоне с могућношћу раскида уговора по истеку прве. Након једне сезоне, Иљасова је искористио ту могућност, постао је слободан играч и потписао трогодишњи уговор са Милвоки баксима.

## Успеси

### Клупски
- Барселона:
  - Првенство Шпаније (1): 2008/09.

### Репрезентативни
- Светско првенство:  2010.
- Европско првенство до 20 година:  2006.
- Европско првенство до 16 година:  2003.
- Кошаркашки турнир Алберт Швајцер:  2004.

### Појединачни
- Најкориснији играч Европског првенства до 20 година (1): 2006.
- Најкориснији играч Турнира Алберт Швајцер (1): 2004.